# Mesa de Santiago
La Declaración de la Mesa de Santiago de Chile, también conocida como Mesa de Santiago o Mesa de Santiago de Chile, fue el informe final consensuado entre los países participantes de la mesa redonda titulada “El desarrollo y el papel de los museos en el mundo contemporáneo”, convocada por la Organización de las Naciones Unidas para la Educación, la Ciencia y la Cultura (UNESCO) y el Consejo Internacional de Museos (ICOM) que se presentó en Santiago de Chile el 31 de mayo de 1972. Se considera un hito histórico en la forma de pensar los museos de América Látina.
La convocación a esta mesa redonda se decidió XVI Reunión de la UNESCO en 1970 y tuvo como antecedentes el Simposio Internacional de la Unesco en París en 1969. Se desarrolló entre el 20 y el 31 de mayo de 1972 bajo la dirección del astrónomo uruguayo Héctor Fernández Guido, durante la Conferencia de Santiago, organizada por la Unesco, y convocó distintos museos e instituciones de Latinoamérica, como la Organización de Estados Americanos, el Museo de La Plata de Argentina, el Museo Nacional de Arte de Bolivia, Instituto do Patrimonio Histórico e Artístico Nacional MEC de Brasil, el Museo Regional de la Universidad del Norte, la Dirección de Educación Primaria y Normal, el Museo Benjamín Vicuña Mackenna, el Centro Nacional de Museología, el Museo de La Serena, Dirección Nacional de Turismo, la Biblioteca Nacional y el Museo Nacional de Historia Natural de Chile, Museo Nacional de Costa Rica, Instituto Colombiano de Cultura (Colombia), Museo Banco Central del Ecuador, la Dirección General de Cultura de El Salvador, el Instituto de Antropología e Historia de Guatemala, el Museo Nacional de Antropología de México, la Dirección del Patrimonio Histórico Nacional de Panamá, el centro de Conservación del Patrimonio Cultural de la Nación de Perú y el Planetario Municipal Agrimensor Germán Barbato, de Uruguay.

Durante la mesa, se consideró el rol social y educativo de los museos en sus comunidades y se resolvió la creación de la Asociación Latinoamericana de Museología (ALAM). Se visionó a la Museología latinoamericana bajo la forma del Museo Integral, donde los museos sirven como espacio de contacto entre la sociedad, la naturaleza y la cultura.
Que los museos son instituciones permanentes al servicio de la sociedad que adquieren, comunican y, sobre todo, exponen, para fines de estudio, de educación, de delectación y de cultura, testimonios representativos de la evolución de la naturaleza y del hombre. 
Las resoluciones de la Mesa tuvieron una lenta adhesión, dificultada por la serie de golpes de estado en la región durante la década siguiente, particularmente el de Chile, al año siguiente de la resolución.